# Кемпа (загальнозоологічний заказник)
Ке́мпа — загальнозоологічний заказник місцевого значення в Україні. Об'єкт природно-заповідного фонду Волинської області
Розташований у межах Ківерцівського району Волинської області, на північний захід від села Сильне. 
Площа 120 га. Статус надано згідно з рішенням облради від 16.12.2003 року № 9/12. Перебуває у віданні ДП «Цуманське ЛГ» (Сильненське л-во, кв. 2). 
Статус надано для збереження частини лісового масиву з переважно ясеново-вільховими насадженнями на частково заболочених ґрунтах. Крім природних лісів, наявні культури сосни і дуба віком бл. 100 років. Місце мешкання і розмноження багатьох видів поліської фауни, у тому числі борсука європейського.
Центаральна частина заказника заболочена і заросла очеретом на 80–85%, серед якого трапляються: калюжниця болотяна, півники болотні, жовтець повзучий, осока омська і осока гостроподібна. Решта території заказника вкрита лісом, у якому зростають вільха чорна, ясен звичайний, граб звичайний, береза повисла, осика. У травостані ростуть анемона жовтецева, анемона дібровна, пшінка весняна, ряст порожнистий, рівноплідник рутвицелистий, гравілат річковий, чина весняна, копитняк європейський, чистець лісовий, медунка темна.